# 沈進
沈進（？—？），初名敘，字山子，號藍村，晚號知退叟，浙江嘉興人。
生卒年不詳，約清聖祖康熙即位初年前後在世，家貧，開設私塾授徒。善作詩，與同里朱彝尊、周篔等有往來，人稱朱沈、周沈。著有《袁溪文稿》、《文言今粹》、《行國錄》、《藍村集》、《東園詩》、《半巢居稿》、《退叟行吟》、《力圃蕭閒詞》，共三十餘卷。